# Cauly Oliveira Souza
Cauly Oliveira Souza (* 15. September 1995 in Porto Seguro) ist ein brasilianischer Fußballspieler. Er steht in seiner Heimat beim EC Bahia unter Vertrag.

## Karriere
Cauly Oliveira Souza wuchs in seiner Geburtsstadt Porto Seguro im nordostbrasilianischen Bundesstaat Bahia auf und folgte Mitte der 2000er-Jahre seiner Mutter nach Heimerzheim unweit von Bonn. In seiner Jugend spielte er für Rot-Weiß Dünstekoven und für den 1. FC Köln. Mit den Kölner A-Junioren gewann er den DFB-Junioren-Vereinspokal 2012/13. Zur Saison 2014/15 wechselte er zum Stadtrivalen SC Fortuna Köln in die 3. Liga; sein Debüt gab er dort am 6. Spieltag. Bei der 0:1-Niederlage gegen den VfL Osnabrück am 26. August 2014 wurde er in der 74. Minute eingewechselt.
Zur Saison 2017/18 verpflichtete ihn Zweitliga-Aufsteiger MSV Duisburg. Nach dem Abstieg des MSV in die 3. Liga wurde der Vertrag des Mittelfeldspielers nach 59 absolvierten Pflichtspielen, in denen er zwölf Tore vorbereitete und sieben weitere vorbereitete, im Frühjahr 2019 aufgelöst.
Zur Saison 2019/20 wechselte Oliveira Souza zum Bundesliga-Aufsteiger SC Paderborn 07, bei dem er einen Vertrag bis zum 30. Juni 2021 erhielt. Für diesen absolvierte er 13 Partien in der höchsten deutschen Spielklasse (zwei Tore) sowie zwei im DFB-Pokal.
Innerhalb der Winterpause wechselte der Brasilianer zum bulgarischen Meister Ludogorez Rasgrad.

## Erfolge
- 1× DFB-Junioren-Vereinspokalsieger (2012/13) mit dem 1. FC Köln[6]